# チート転生した猫は嫁の膝で丸くなりたい
『チート転生した猫は嫁の膝で丸くなりたい』（チートてんせいしたねこはよめのひざでまるくなりたい）は、樹るうによる日本の漫画作品。『まんがライフオリジナル』（竹書房）にて連載中。

## あらすじ
主人公は人間だった記憶を持ちながらも、猫としてのんびりとした生活を送りつつ、周囲の人々と関わりを持っていく。動物の視点から描かれる独特のユーモアと、温かみのあるストーリーを展開していく。

## 登場キャラクター
堂本君
本作の主人公。コスプレイヤーの堂本君が不慮の事故で死亡した後、異世界転生しては猫になる。

## 書誌情報
- 樹るう 『チート転生した猫は嫁の膝で丸くなりたい』 竹書房〈バンブーコミックス〉、既刊4巻（2025年2月22日現在）
  1. 2021年9月27日発売[5]、ISBN 978-4-8019-7415-9
  2. 2022年7月27日発売[6]、ISBN 978-4-8019-7683-2
  3. 2023年3月27日発売[7]、ISBN 978-4-8019-7979-6
  4. 2024年2月22日発売[8]、ISBN 978-4-8019-8253-6